# José Valverde (metteur en scène)
Pour les articles homonymes, voir Valverde et José Valverde.
José Valverde, né 28 juillet 1932 à Paris et mort le 17 décembre 2021 dans la même ville, fils d'émigrés économique espagnols, est un militant politique communiste et un metteur en scène et directeur de théâtre français.

## Biographie
José Valverde est né le 28 juillet 1932 dans le 10e arrondissement de Paris. Ses parents sont des réfugiés espagnols qui ont émigré du fait de leur pauvreté et de la famine. En Espagne, son père travaillait comme mineur dans des mines de plomb, mais pour survivre il était obligé de mendier devant les casernes. C'est à Paris que José Valverde adhère au parti communiste à l'âge de 16 ans.
En 1948, il a 17 ans lorsqu'il entre en formation au Centre d'apprentissage d'art dramatique de la rue Blanche à Paris. Il y côtoie notamment les frères Roussillon, Jean-Paul et Jacques, et d'autres futurs acteurs où actrices, comme Jean Rochefort, Annie Girardot, Claude Rich et Paul Préboist. Il fait alors des figurations à la Comédie-Française.
Au début des années 1950, José Valverde, qui est acteur mais aussi militant politique, rencontre Claude Martin, joue de nombreuses fois la pièce Drame à Toulon, adaptée à partir de l'histoire de l'affaire Henri Martin. Les représentations sont improvisées devant un public de dockers ou de mineurs en luttes. La version est abrégée en fonction du temps prévu avant l'arrivée des forces de l'ordre, venant pour interrompre le spectacle,,.
En 1959, année José Valverde débute dans la mise en scène.
En 1967, il crée puis dirige la Compagnie José Valverde, jusqu'en 1978.
Il meurt le 17 décembre 2021, dans le 12e arrondissement de Paris. Une cérémonie d'adieu a lieu le 27 décembre au crématorium-columbarium du Père-Lachaise.

## Théâtre

### Direction
- Théâtre Gérard-Philipe à Saint-Denis (1966-1975[5]).
- Théâtre Essaïon (...-1987[5]).

### Mise en scène d'une pièce d'auteur
Liste chronologique non exhaustive des pièces mises en scène par José Valverde :
- 1964 : La Merveilleuse Invention du professeur Minotor d'Henri Delmas
- 1966 : Les Trente Millions de Gladiator d’Eugène Labiche
- 1967 : Kask de Hans Günter Michelsen
- 1967 : Mère Courage de Bertolt Brecht
- 1967 : La Politique des restes d’Arthur Adamov
- 1969 : Britannicus de Jean Racine
- 1970 : La locandiera de Carlo Goldoni
- 1971 : Othello de William Shakespeare
- 1973 : La Fausse Suivante de Marivaux
- 1973 : Ba-ta-clan, opéra bouffe de Jacques Offenbach, théâtre Gérard-Philipe (Saint-Denis)
- 1974 : Chile Vencera de Jean Fondone[14]
- 1974 : Ruy Blas de Victor Hugo
- 1976 : Mère Courage et ses enfants de Bertolt Brecht
- 1977 : Hernani de Victor Hugo
- 1979 : Contre la peine de mort de Victor Hugo, Théâtre Essaïon
- 1980 : Utinam de Cécile Cloutier, avec Nelson Aponte, Théâtre Essaïon
- 1980 : La Princesse de Babylone de Voltaire, Compagnie Annette Lugand
- 1980 : George Dandin de Molière, Théâtre Romain Rolland (Villejuif)
- 1981 : Incendie au sous-sol, de Pavel Kohout, Festival du Marais, puis Théâtre Essaïon
- 1982 : Les Palhasses de Christine Albanel, Théâtre Essaïon
- 1983 : Pas moi de Samuel Beckett, Théâtre Essaïon
- 1984 : Oreste ne viendra plus de Jean Fondone, Atelier-Théâtre Alizé
- 1985 : Il était une fois... un cheval magique de Jean Fondone, Atelier-Théâtre Alizé
- 1985 : Ne laissez pas vos femmes accoucher dans les maternités, on les assassine !, Théâtre Essaïon
- 1987 : Le sourire est sous la pluie de Jean Fondone, Atelier-Théâtre Alizé
- 1989 : Le Marabout de Jacques Perry, Théâtre Essaïon[15]
- 1994 : Femmes de Christian Rullier, Théâtre Essaïon
- 1995 : La Plantation de Bruno Rabatel
- 1997 : Mort à la télé de Julion, Théâtre Essaïon
- 1998 : Le vampire suce toujours deux fois de Victor Haïm, Théâtre Essaïon
- 2000 : Comment les choses arrivent... de Jean-Claude Danaud, Théâtre Essaïon
- 2004 : L'Île du Café-Club de Luc Cendrier

### Mise en scène d'après une œuvre d'auteur
Liste chronologique non exhaustive des œuvres adaptées et mises en scène par José Valverde :
- 1964 : Sacco et Vanzetti, d'après Mino Roli
- 1965 : Le Brave Soldat Chvéïk, d'après Jaroslav Hašek
- 1966 : Hop la ! Nous vivons, d'après Ernst Toller
- 1967 : Le Silence de la mer, d'après Vercors, musique d'Henri Tomasi, Grand Théâtre de Tours
- 1968 : Roméo et Juliette d'après William Shakespeare
- 1969 : Happy End, comédie musicale, avec André Doljnikoff, théâtre Gérard-Philipe (Saint-Denis)
- 1972 : Les Lettres de la religieuse portugaise, conception Micheline Uzan
- 1990 : Leïla et le Conteur, d'après Rose Delham, Théâtre Essaïon

### Mise en scène d'une pièce de lui-même
Liste chronologique des œuvres de José Valverde, mises en scène par lui-même :
- 1999 : La Légende de Mademoiselle Trottemenue, Théâtre Essaïon.
- 2002 : Le Procès du général Aussaresses, Théâtre Essaïon.

## Distinctions
- Officier des Arts et des Lettres
- Médaille Grand Vermeil de la ville de Paris